# Carystoterpa aurata
Carystoterpa aurata är en insektsart som beskrevs av Hamilton och Morales 1992. Carystoterpa aurata ingår i släktet Carystoterpa och familjen spottstritar. Inga underarter finns listade i Catalogue of Life.